# Channanhan yusan
Channanhan yusan (hangŭl: 찬란한 유산, lett. L'eredità geniale; titolo internazionale Brilliant Legacy, conosciuta anche come Shining Inheritance) è una serie televisiva sudcoreana trasmessa su SBS dal 25 aprile al 26 luglio 2009.
Nel 2011 ne è stato realizzato un remake cinese con Jerry Yan e Yedda Chen, andato in onda su Dragon TV.

## Trama
Go Eun-sung, studentessa a New York, torna in Corea durante le vacanze per prendere il fratello autistico Eun-woo e portarlo negli Stati Uniti a studiare musica. Sunwoo Hwan, anch'egli a New York, viene richiamato in patria dalla nonna Jang Sook-ja per imparare a gestire la sua azienda alimentare. In viaggio con lo stesso volo, i bagagli dei due vengono accidentalmente scambiati. Intanto, il padre di Eun-sung, Go Pyung-joong, la cui azienda sta andando in bancarotta, viene dichiarato morto quando i suoi documenti vengono trovati sul corpo di un ladro che gli aveva rubato il portafoglio e che è poi stato coinvolto in un'esplosione mortale. Pyung-joong decide di fingere la sua dipartita per permettere alla famiglia di riscuotere l'assicurazione e pagare i debiti, ma la sua seconda moglie, Baek Sung-hee, caccia Eun-sung e Eun-woo e si trasferisce in un'altra casa con la figlia Seung-mi tenendosi tutto il denaro. Con l'aiuto di alcuni amici, Eun-sung trova una stanza dove vivere e un lavoro modesto mentre cerca il fratello, che è andato disperso. Poco dopo, Eun-sung incontra Sook-ja e aiuta la donna quando ha un piccolo incidente: commossa dalla sua compassione, Sook-ja decide di far vivere la ragazza a casa sua e, poiché il nipote Hwan non riesce a gestire l'azienda come si deve, di lasciarle la compagnia se riuscirà a risollevare del 20% i profitti della seconda sede.

## Personaggi

### Personaggi principali
La famiglia Go
- Go Eun-sung, interpretata da Han Hyo-joo.[4]
- Go Pyung-joong, interpretato da Jeon In-taek.
Il padre di Eun-sung e Eun-woo.
- Baek Sung-hee, interpretata da Kim Mi-sook.
La matrigna di Eun-sung e Eun-woo.
- Yoo Seung-mi, interpretata da Moon Chae-won.
La sorellastra di Eun-sung e Eun-woo. Ha una cotta per Hwan.
- Go Eun-woo, interpretato da Yeon Joon-seok.
Il fratello minore di Eun-sung, autistico.

La famiglia Sunwoo
- Sunwoo Hwan, interpretato da Lee Seung-gi.[5]
- Jang Sook-ja, interpretata da Ban Hyo-jung.
La nonna di Hwan.
- Oh Young-ran, interpretata da Yu Ji-in.
La madre di Hwan.
- Sunwoo Jung, interpretata da Han Ye-won.
La sorella minore di Hwan.
- Pyo Sung-chul, interpretato da Lee Seung-hyung.
Il maggiordomo della famiglia Sunwoo.

La famiglia Park
- Park Joon-se, interpretato da Bae Soo-bin.
- Park Tae-soo, interpretato da Choi Jung-woo.

### Altri personaggi
- Lee Hye-ri, interpretata da Min Young-won.
Amica di Eun-sung.
- Jin-young Suk, interpretato da Jung Suk-won.
Amico di Hwan.
- Jung In-young, interpretata da Son Yeo-eun.
Amica di Eun-sung e Seung-mi.
- Lee Hyung-jin, interpretato da Kim Jae-seung.
Collega più giovane di Joon-se.
- Lee Joon-young / Manager Lee, interpretato da Baek Seung-hyun.
Il responsabile del negozio.
- Han Soo-jae, interpretato da Park Sang-hyun.
Un lavoratore del negozio.

## Ascolti
| Episodio | Data di trasmissione | Ascolti             | Ascolti                    |
| Episodio | Data di trasmissione | A livello nazionale | Area metropolitana di Seul |
| -------- | -------------------- | ------------------- | -------------------------- |
| 1        | 25 aprile 2009       | 16,9%               | 17,0%                      |
| 2        | 26 aprile 2009       | 19,2%               | 19,6%                      |
| 3        | 2 maggio 2009        | 15,9%               | 15,6%                      |
| 4        | 3 maggio 2009        | 21,7%               | 21,6%                      |
| 5        | 9 maggio 2009        | 21,8%               | 23,1%                      |
| 6        | 10 maggio 2009       | 26,5%               | 27,7%                      |
| 7        | 16 maggio 2009       | 24,7%               | 25,1%                      |
| 8        | 17 maggio 2009       | 28,5%               | 29,6%                      |
| 9        | 23 maggio 2009       | 26,8%               | 27,4%                      |
| 10       | 24 maggio 2009       | 29,1%               | 29,4%                      |
| 11       | 30 maggio 2009       | 28,5%               | 28,1%                      |
| 12       | 31 maggio 2009       | 33,4%               | 33,3%                      |
| 13       | 6 giugno 2009        | 28,5%               | 29,2%                      |
| 14       | 7 giugno 2009        | 33,4%               | 33,3%                      |
| 15       | 13 giugno 2009       | 30,9%               | 30,4%                      |
| 16       | 14 giugno 2009       | 34,1%               | 34,4%                      |
| 17       | 20 giugno 2009       | 32,9%               | 32,7%                      |
| 18       | 21 giugno 2009       | 35,5%               | 36,1%                      |
| 19       | 27 giugno 2009       | 33,0%               | 33,8%                      |
| 20       | 28 giugno 2009       | 39,9%               | 40,6%                      |
| 21       | 4 luglio 2009        | 35,6%               | 35,7%                      |
| 22       | 5 luglio 2009        | 39,7%               | 40,1%                      |
| 23       | 11 luglio 2009       | 38,5%               | 37,6%                      |
| 24       | 12 luglio 2009       | 41,8%               | 41,7%                      |
| 25       | 18 luglio 2009       | 40,1%               | 39,9%                      |
| 26       | 19 luglio 2009       | 43,4%               | 44,0%                      |
| 27       | 25 luglio 2009       | 44,6%               | 45,3%                      |
| 28       | 26 luglio 2009       | 47,1%               | 47,4%                      |
| Media    | Media                | 31,9%               | 32,1%                      |

## Colonna sonora
1. Only You (너 하나만) – Kang Ha-ni
2. The Person Living in My Heart (내 가슴에 사는 사람) – Isu
3. Crazy in Love (사랑에 미쳐서) – Ji-sun
4. Love is Punishment (사랑은 벌이다) – K.Will
5. Spring Rain – Ji-hye
6. Dear Sister (그리운 누나)
7. Catch Hwan (환이를 잡아라)
8. Are We Family? (우리가 가족이니?)
9. Funny Life
10. The Road Leading to You (너에게 가는 길)
11. Smile Working
12. Last Lie (마지막 거짓말)
13. Bickering (티격태격)
14. Memories of Separation (이별의 기억)
15. Spring Rain (versione chitarra)
16. Destiny, the Second Story (운명, 그 두번째 이야기)

## Riconoscimenti
| Anno | Premio                                             | Categoria                                             | Ricevente                  | Risultato       |
| ---- | -------------------------------------------------- | ----------------------------------------------------- | -------------------------- | --------------- |
| 2009 | 3rd Mnet 20's Choice Awards                        | Miglior star maschile in un drama                     | Lee Seung-gi               | Vincitore/trice |
| 2009 | 3rd Mnet 20's Choice Awards                        | Miglior star femminile in un drama                    | Han Hyo-joo                | Vincitore/trice |
| 2009 | SBS Drama Awards                                   | Miglior coppia                                        | Lee Seung-gi e Han Hyo-joo | Vincitore/trice |
| 2009 | SBS Drama Awards                                   | Top 10 Stars                                          | Han Hyo-joo                | Vincitore/trice |
| 2009 | SBS Drama Awards                                   | Top 10 Stars                                          | Lee Seung-gi               | Vincitore/trice |
| 2009 | SBS Drama Awards                                   | Top 10 Stars                                          | Bae Soo-bin                | Vincitore/trice |
| 2009 | SBS Drama Awards                                   | Miglior attore non protagonista in un drama speciale  | Lee Seung-hyung            | Candidato/a     |
| 2009 | SBS Drama Awards                                   | Miglior attrice non protagonista in un drama speciale | Yu Ji-in                   | Candidato/a     |
| 2009 | SBS Drama Awards                                   | Premio eccellenza, attore in un drama speciale        | Lee Seung-gi               | Vincitore/trice |
| 2009 | SBS Drama Awards                                   | Premio eccellenza, attore in un drama speciale        | Bae Soo-bin                | Candidato/a     |
| 2009 | SBS Drama Awards                                   | Premio eccellenza, attrice in un drama speciale       | Kim Mi-sook                | Candidato/a     |
| 2009 | SBS Drama Awards                                   | Premio eccellenza, attrice in un drama speciale       | Han Hyo-joo                | Vincitore/trice |
| 2009 | SBS Drama Awards                                   | Premio massima eccellenza, attrice                    | Kim Mi-sook                | Vincitore/trice |
| 2009 | SBS Drama Awards                                   | Premio alla carriera                                  | Ban Hyo-jung               | Vincitore/trice |
| 2010 | 46th Baeksang Arts Awards                          | Attore più popolare (TV)                              | Lee Seung-gi               | Vincitore/trice |
| 2010 | 46th Baeksang Arts Awards                          | Miglior sceneggiatura (TV)                            | So Hyun-kyung              | Candidato/a     |
| 2010 | 46th Baeksang Arts Awards                          | Miglior nuovo regista (TV)                            | Jin Hyuk                   | Candidato/a     |
| 2010 | 46th Baeksang Arts Awards                          | Miglior nuovo attore (TV)                             | Lee Seung-gi               | Candidato/a     |
| 2010 | 46th Baeksang Arts Awards                          | Miglior attrice (TV)                                  | Han Hyo-joo                | Candidato/a     |
| 2010 | 46th Baeksang Arts Awards                          | Miglior dramma                                        | Channanhan yusan           | Candidato/a     |
| 2010 | 37th Korea Broadcasting Awards                     | Miglior drama seriale                                 | Channanhan yusan           | Vincitore/trice |
| 2010 | 5th Seoul International Drama Awards               | Miglior attrice coreana                               | Han Hyo-joo                | Vincitore/trice |
| 2010 | 5th Seoul International Drama Awards               | Attore più popolare                                   | Lee Seung-gi               | Vincitore/trice |
| 2011 | 44th WorldFest-Houston International Film Festival | Premio Platinum Remi                                  | Channanhan yusan           | Vincitore/trice |
| 2011 | 17th Shanghai Television Festival Magnolia Awards  | Premio speciale a una serie televisiva straniera      | Channanhan yusan           | Vincitore/trice |

## Distribuzioni internazionali
| Paese          | Canale/i                | Prima TV                        | Titolo adottato       |
| -------------- | ----------------------- | ------------------------------- | --------------------- |
| Giappone       | Fuji TV                 | marzo 2010                      | 華麗なる遺産          |
| Thailandia     | Channel 3               |                                 | มรดกรัก ฉบับพันล้านวอน    |
| Taiwan         | GTV                     | 11-12 gennaio 2010              | 燦爛的遺產            |
| Cina           | CTV                     | 18 marzo-11 aprile 2010         | 灿烂的遗产 / 错位人生 |
| Malaysia       | 8TV                     | 12 maggio - 3 luglio 2012       | 灿烂的遗产            |
| Hong Kong      | J2                      | 7 marzo - 5 maggio 2011         | 燦爛的遺產            |
| Singapore      | Channel U               | 17 agosto - 7 ottobre 2011      | 灿烂的遗产            |
| Indonesia      | Indosiar                |                                 |                       |
| Filippine      | GMA Network             | 24 agosto 2009 - 8 gennaio 2010 | Shining Inheritance   |
| Cile           | MEGA                    | 2012                            | Sorpresas del destino |
| Ecuador        | Ecuavisa                | 2011                            | Sorpresas del destino |
| America Latina | Pasiones                |                                 | Sorpresas del destino |
| Stati Uniti    | MundoFox                | 2013                            | Sorpresas del destino |
| Panama         | SERTV Canal 11          | 2013                            | Sorpresas del destino |
| Venezuela      | Venevisión              | 2014                            | Sorpresas del destino |
| Perù           | Panamericana Televisión | 2014                            | Sorpresas del destino |